# Mel·lífer fosc
El mel·lífer fosc (Myzomela obscura) és un ocell de la família dels melifàgids (Meliphagidae).

## Hàbitat i distribució
Habita zones de sabana i manglars de les terres baixes de les Moluques septentrionals des de Morotai i Halmahera fins Obi i Damar, illes Aru i Biak i nord i nord-est d'Austràlia.

## Taxonomia
Alguns autors han considerat que en realitat es tracta de quatre espècies diferents:
- Myzomela obscura (sensu stricto) - mel·lífer fosc.[2] Que habita al sud de Nova Guinea, illes de l'Estret de Torres, illes Aru, nord d'Austràlia central i nord-est d'Austràlia.
- Myzomela rubrotincta Salvadori, 1878 - mel·lífer de l'illa d'Obi.[3] De les illes Obi i Bisa, a les Moluques centrals.
- Myzomela simplex Gray, GR, 1861 - mel·lífer de les Moluques.[4] De les Moluques septentrionals, a Halmahera, Ternate, Tidore, Kasiruta, Bacan, Damar i Morotai.
- Myzomela rubrobrunnea Meyer, AB, 1874. - mel·lífer de Biak.[5] De l'illa de Biak.